# Hercostomus breviventris
Hercostomus breviventris är en tvåvingeart som beskrevs av Octave Parent 1941. Hercostomus breviventris ingår i släktet Hercostomus och familjen styltflugor. Inga underarter finns listade i Catalogue of Life.